# Bundesstraße 186
De Bundesstraße 186 (ook wel B186) is een weg in Duitsland die loopt door de Duitse deelstaat: Saksen. Ze begint bij Schkeuditz en loopt verder naar Zwenkau en is ongeveer 26 kilometer lang.

## Routebeschrijving
Zw begint in Dölzig, een kilometer ten oosten van de aansluiting Leipzig-West op een kruising met de B181. De weg loopt zuidwaarts en kom door Markranstädt waar ze de B87 kruist. Ze kruist bij afrit Leipzig-Südwest de A38 en komt door Krautnaundorf, waarna ze  afbuigt en eindigt in het zuidwesten van Zwenkau op een kruising met de B2.